# Juan Manuel Correa
Juan Manuel Correa  Borja (Quito, 9 agosto 1999) è un pilota automobilistico statunitense con cittadinanza ecuadoriana.

## Carriera

### Kart e Formula 4
Nato a Quito, in Ecuador, Correa inizia la sua carriera sui kart dal 2008 al 2014. Tra i suoi migliori risultati il secondo posto nel campionato Florida Winter Tour nel 2008 e nel 2013.
Correa debutta nelle monoposto nel 2016, nei campionati di Formula 4 italiana e tedesca con il team Prema Powerteam. Nella sua stagione di debutto ottiene tre vittorie nel campionato italiano e si piazza al sesto posto nella classifica generale.
Nella successiva stagione 2017 continua a gareggiare con il team nella stessa categoria ma non riesce a ripetere le vittorie della stagione precedente e si concentra sul campionato tedesco terminando in decima posizione.

### GP3 Series e Formula Toyota

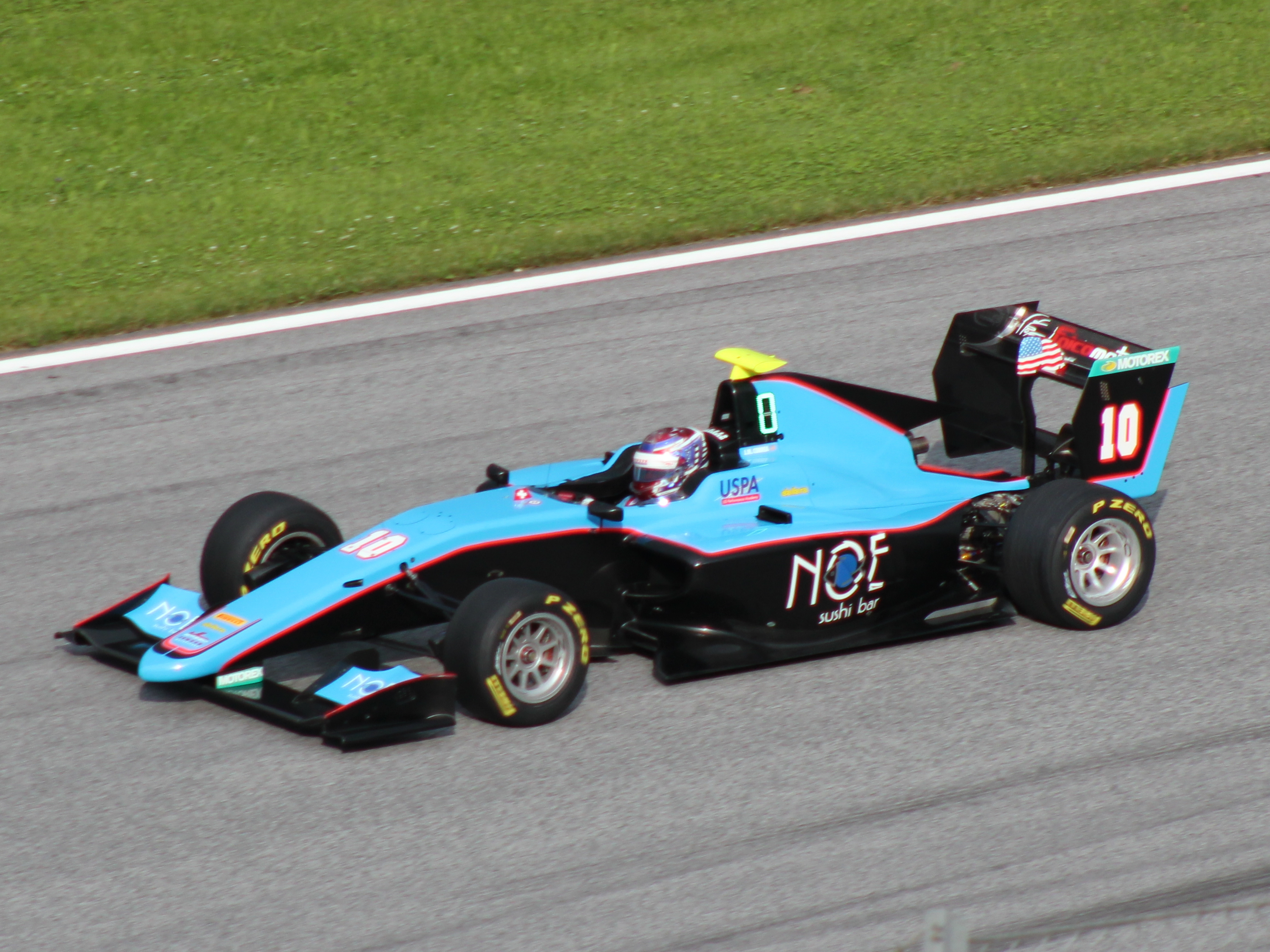
Correa nel 2018 alla guida di una vettura della Jenzer Motorsport.

Sempre nel 2017 Correa debutta nella GP3 Series, disputando la seconda parte del campionato con il team Jenzer Motorsport. Non ottiene piazzamenti a punti, ma viene comunque confermato dal team per la stagione 2018, in cui si piazza al dodicesimo posto in campionato, con un quarto posto nella gara sprint di Barcellona come miglior risultato.
Nel 2018 partecipa anche al campionato Formula Toyota con il team M2 Competition. Termina il campionato al quarto posto in classifica generale, ottenendo anche due vittorie.

### Formula 2

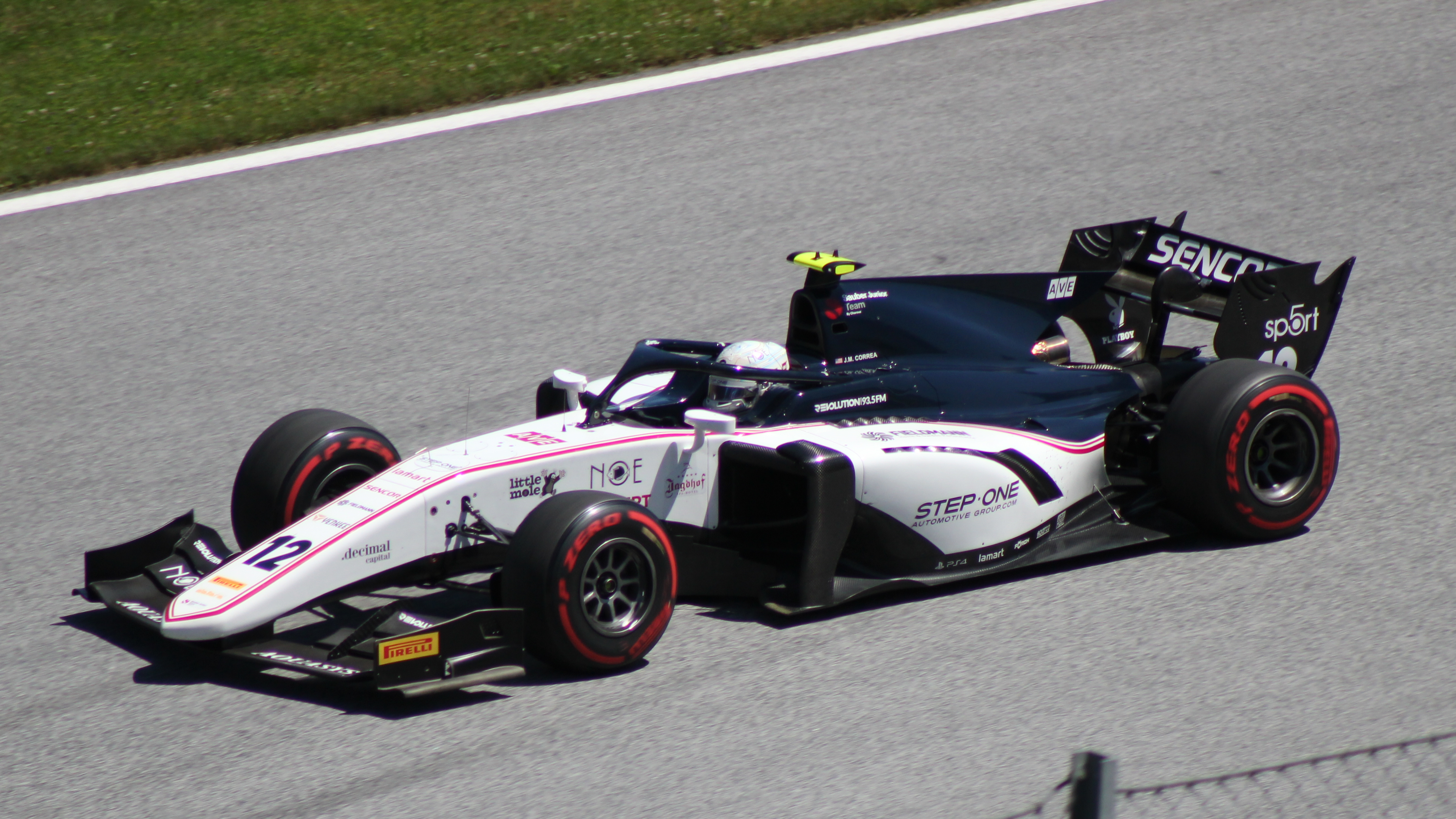
Correa in Formula 2 nel 2019.

Nella stagione 2019 debutta in Formula 2 con il team Charouz Racing System, divenuto Junior Team della Sauber.
Il 31 agosto, durante il secondo giro della feature race sul circuito belga di Spa-Francorchamps, Anthoine Hubert sulla sua Arden, cercando di evitare l'impatto con la Trident di Giuliano Alesi, si gira in mezzo al tracciato dopo aver perso il controllo del mezzo, ma impatta contro le protezioni esterne della curva Raidillon, rimbalzando in pista. Il sopravanzante Juan Manuel Correa centra l'auto di Hubert trasversalmente a piena velocità, spezzando la vettura di quest'ultimo in due e ferendolo mortalmente.

#### Conseguenze dell'incidente e riabilitazione
Correa riporta la frattura di entrambe le gambe e una vertebra incrinata; soccorso rapidamente e rimasto cosciente tutto il tempo, viene portato all'ospedale di Liegi dove verrà sottoposto a un'operazione chirurgica. Le sue condizioni risulteranno stabili.
Trasportato in una clinica privata a Londra, gli è stata diagnosticata la sindrome da distress respiratorio acuto: questa lesione ha provocato la caduta di Correa in insufficienza respiratoria acuta. Trasferito in un'unità di terapia intensiva specializzata in lesioni respiratorie, in stato di incoscienza indotta e sotto il supporto dell'ECMO, le sue condizioni saranno critiche ma stabili.
Il 21 settembre si sveglia dal coma e non è più assistito dall'ECMO. Il 28 settembre viene annunciato il trasporto in un altro ospedale londinese; cosciente, Correa rifiuta l'amputazione del piede destro e opta per una ricostruzione.
Correa torna a guidare una Formula 2 durante i test post stagionali sul Circuito di Yas Marina con il team Charouz Racing System.

### Formula 3 e il ritorno in Formula 2

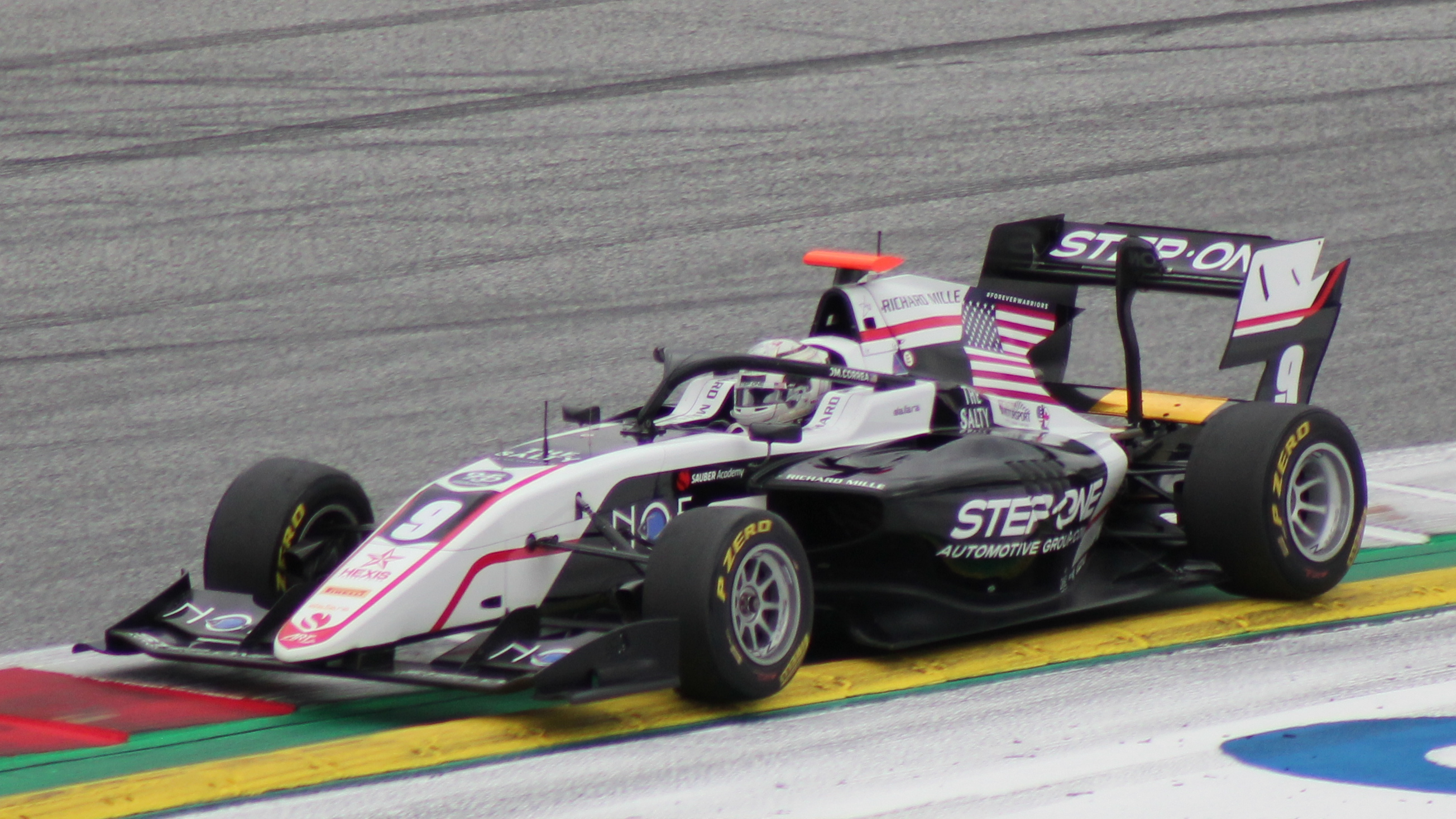
Correa nel 2021 durante la gara di Formula 3 al Red Bull Ring.

Dopo una lunga riabilitazione Correa ritorna a gareggiare nella stagione 2021, a distanza di sedici mesi dall'incidente, con la ART Grand Prix che lo ingaggia per partecipare al Campionato FIA di Formula 3. Il 18 giugno viene annunciato il suo ritorno nel programma Sauber Junior Team. Ottiene 11 punti e si piazza 21º in classifica.
Il 14 gennaio 2022 il team ART Grand Prix conferma Correa per la stagione 2022. Dopo un buon inizio in Bahrain Correa subisce una frattura metatarsale al piede sinistro durante i test a Jerez, obbligandolo a saltare i test a Barcellona e il secondo round ad Imola. Finalmente Correa riesce a tornare a podio, chiudendo secondo nella prima gara di Zandvoort. A fine stagione chiude tredicesimo in classifica piloti.
Sempre nel 2022 Correa ha la possibilità di tonare a correre in Formula 2, si lega con il team Van Amersfoort Racing per l'ultimo round della stagione a Yas Marina.  Per la stagione 2023 Correa torna nella serie a tempo pieno correndo con il team VAR. Durante la stagione ottiene sei piazzamenti a punti e un quarto posto nella Sprint Race del Red Bull Ringcome miglior risultato. Chiude l'anno con tredici punti al diciannovesimo posto in classifica.

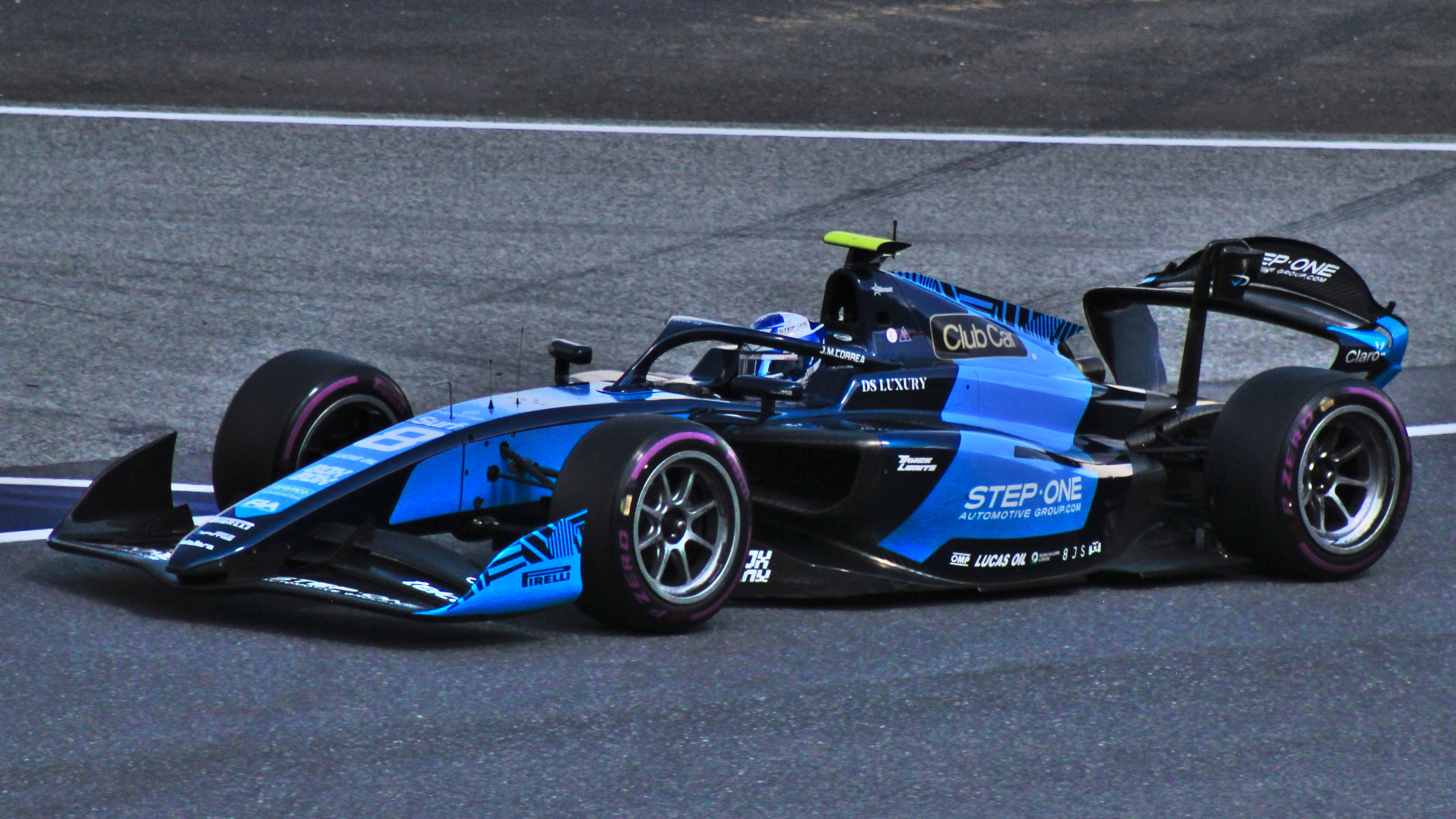
Juan Manuel Correa nel 2024 durante la stagione di F2.

Anche nel 2024 Correa rimane nella serie passando al team DAMS con il connazionale Jak Crawford. Nella Sprint Race di Barcellona arriva al traguardo in terza posizione, conquistando il podio che mancava della corsa del Paul Ricard 2019. Ma dopo la gara, Correa riceve una penalità e perde il podio. Sempre a Barcellona, nella Feature Race il pilota statunitense corre una ottima corsa in rimonta e riesce a prendere il tanto meritato podio interrompendo il digiuno di cinque anni.

### Endurance
Oltre al programma in Formula 3, nel 2022 Correa partecipa con il team Prema nella classe LMP2 del European Le Mans Series. L'americano divide la Oreca 07 con Ferdinando d'Asburgo e Louis Delétraz, campione della stagione precedente. A causa di un infortuno in Formula 3 e degli impegni sovrapposti Correa è costretto a saltare i primi quattro round dove viene sostituito da Lorenzo Colombo. Finalmente scende in pista durante la 4 Ore di Spa dove chiude terzo, la sua prima vittoria arriva alla 4 Ore di Portimão, risultati che portano il team Prema a vincere in campionato. 
Nel 2023 Correa rimane legato dalla Prema passando a competere part-time al Campionato del mondo endurance nella classe LMP2. 
Nel 2025 annuncia il suo passaggio nel campionato IMSA nella classe LMP2 con il team United Autosports, l'americano divide la Oreca 07 con Nick Boulle e Ben Hanley sostituendo Garnet Patterson che ha corso la 24 Ore di Daytona. Correa correrà la 12 Ore del Sebring, la 6 Ore di Watkins Glen, la 6 Ore ad Indianapolis e la Petit Le Mans.

## Risultati

### Riassunto della carriera
| Stagione | Campionato                | Team                          | Gare | Vittorie | Pole | Gpv | Podi | Punti | Pos. |
| -------- | ------------------------- | ----------------------------- | ---- | -------- | ---- | --- | ---- | ----- | ---- |
| 2016     | Formula 4 tedesca         | Prema Powerteam               | 24   | 0        | 0    | 2   | 1    | 91    | 10º  |
| 2016     | Formula 4 italiana        | Prema Powerteam               | 18   | 3        | 2    | 1   | 4    | 105,5 | 6º   |
| 2017     | Formula 4 tedesca         | Prema Powerteam               | 15   | 0        | 0    | 1   | 1    | 86    | 10º  |
| 2017     | Formula 4 italiana        | Prema Powerteam               | 6    | 0        | 0    | 0   | 0    | 10    | N.C. |
| 2017     | GP3 Series 2018           | Jenzer Motorsport             | 7    | 0        | 0    | 0   | 0    | 0     | 21º  |
| 2018     | GP3 Series 2018           | Jenzer Motorsport             | 18   | 0        | 0    | 0   | 0    | 42    | 12º  |
| 2018     | Formula Toyota            | M2 Competition                | 15   | 2        | 1    | 2   | 3    | 756   | 4º   |
| 2019     | Formula 2                 | Sauber Junior Team by Charouz | 16   | 0        | 0    | 0   | 2    | 36    | 13º  |
| 2021     | Formula 3                 | ART Grand Prix                | 20   | 0        | 0    | 0   | 0    | 11    | 21º  |
| 2022     | Formula 3                 | ART Grand Prix                | 16   | 0        | 0    | 0   | 1    | 39    | 13º  |
| 2022     | European Le Mans Series   | Prema Racing                  | 2    | 1        | 0    | 0   | 2    | 40    | 7º   |
| 2022     | Formula 2                 | Van Amersfoort Racing         | 2    | 0        | 0    | 0   | 0    | 0     | 27º  |
| 2023     | Formula 2                 | Van Amersfoort Racing         | 26   | 0        | 0    | 0   | 0    | 13    | 19º  |
| 2023     | Mondiale endurance - LMP2 | Prema Racing                  | 4    | 0        | 0    | 0   | 0    | 34    | 15º  |
| 2024     | Formula 2                 | DAMS                          | 24   | 0        | 0    | 0   | 1    | 31    | 18º  |
| 2025     | IMSA - LMP2               | United Autosports             | 0    | 0        | 0    | 0   | 0    | 0     | 0    |

* Stagione in corso.

### Risultati in GP3
(legenda) (Le gare in grassetto indicano la pole position) (Le gare in corsivo indicano Gpv)
| Stagione | Team              | 1   | 2   | 3   | 4   | 5   | 6   | 7   | 8   | 9   | 10  | 11  | 12  | 13  | 14  | 15  | 16  | 17  | 18  | Punti | Pos |
| -------- | ----------------- | --- | --- | --- | --- | --- | --- | --- | --- | --- | --- | --- | --- | --- | --- | --- | --- | --- | --- | ----- | --- |
| 2017     | Jenzer Motorsport | CAT | CAT | RBR | RBR | SIL | SIL | HUN | HUN | SPA | SPA | MNZ | MNZ | JER | JER | YMC | YMC |     |     | 0     | 21º |
| 2017     | Jenzer Motorsport |     |     |     |     |     |     |     |     | 15  | Rit | Rit | C   | 15  | 16  | 12  | 12  |     |     | 0     | 21º |
| 2018     | Jenzer Motorsport | CAT | CAT | LEC | LEC | RBR | RBR | SIL | SIL | HUN | HUN | SPA | SPA | MNZ | MNZ | SOC | SOC | YMC | YMC | 42    | 12º |
| 2018     | Jenzer Motorsport | 8   | 4   | 9   | 12  | 19  | 13  | Rit | 15  | 7   | 5   | 11  | 10  | 17  | Rit | 9   | 5   | 8   | 6   | 42    | 12º |

### Risultati in Formula 2
(legenda) (Le gare in grassetto indicano la pole position) (Le gare in corsivo indicano Gpv)
| Anno | Team                  | 1   | 2   | 3   | 4   | 5   | 6   | 7   | 8   | 9   | 10  | 11  | 12  | 13  | 14  | 15  | 16  | 17  | 18  | 19  | 20  | 21  | 22  | 23  | 24  | 25  | 26  | 27  | 28  | Punti | Pos. |
| ---- | --------------------- | --- | --- | --- | --- | --- | --- | --- | --- | --- | --- | --- | --- | --- | --- | --- | --- | --- | --- | --- | --- | --- | --- | --- | --- | --- | --- | --- | --- | ----- | ---- |
| 2019 | Sauber by Charouz     | BHR | BHR | BAK | BAK | CAT | CAT | MON | MON | LEC | LEC | RBR | RBR | SIL | SIL | HUN | HUN | SPA | SPA | MNZ | MNZ | SOC | SOC | YMC | YMC |     |     |     |     | 36    | 13º  |
| 2019 | Sauber by Charouz     | 16  | 18  | 7   | 2   | Rit | 15  | 16* | 12  | 7   | 2   | 11  | 10  | 12  | 10  | 14  | 14  | C   | C   | INF | INF | INF | INF | INF | INF |     |     |     |     | 36    | 13º  |
| 2022 | Van Amersfoort Racing | BHR | BHR | JED | JED | IMO | IMO | CAT | CAT | MON | MON | BAK | BAK | SIL | SIL | RBR | RBR | PAU | PAU | HUN | HUN | SPA | SPA | ZAN | ZAN | MNZ | MNZ | YMC | YMC | 0     | 27º  |
| 2022 | Van Amersfoort Racing |     |     |     |     |     |     |     |     |     |     |     |     |     |     |     |     |     |     |     |     |     |     |     |     |     |     | 18  | 17  | 0     | 27º  |
| 2023 | Van Amersfoort Racing | BHR | BHR | JED | JED | ALB | ALB | BAK | BAK | MON | MON | CAT | CAT | RBR | RBR | SIL | SIL | HUN | HUN | SPA | SPA | ZAN | ZAN | MNZ | MNZ | YMC | YMC |     |     | 13    | 19º  |
| 2023 | Van Amersfoort Racing | 10  | 10  | 14  | 18  | 14  | 10  | 6   | 13  | 11  | 14  | Rit | 11  | 4   | 18  | 19  | 11  | 20  | 9   | 16  | 12  | C   | 10  | 18  | 14  | Rit | 13  |     |     | 13    | 19º  |
| 2024 | DAMS                  | BHR | BHR | JED | JED | ALB | ALB | IMO | IMO | MON | MON | CAT | CAT | RBR | RBR | SIL | SIL | HUN | HUN | SPA | SPA | MNZ | MNZ | BAK | BAK | LUS | LUS | YMC | YMC | 31    | 18°  |
| 2024 | DAMS                  | 12  | Rit | Rit | 14  | 11  | 14  | 15  | 8   | 12  | 5   | 8   | 3   | 16  | 14  | 12  | 20  | 8   | 16  | 17  | 11  | 17  | Rit | 15  | Rit |     |     |     |     | 31    | 18°  |

### Risultati in Formula 3
(legenda) (Le gare in grassetto indicano la pole position) (Le gare in corsivo indicano Gpv)
| Stagione | Team           | 1   | 2   | 3   | 4   | 5   | 6   | 7   | 8   | 9   | 10  | 11  | 12  | 13  | 14  | 15  | 16  | 17  | 18  | 19  | 20  | 21  | Punti | Pos. |
| -------- | -------------- | --- | --- | --- | --- | --- | --- | --- | --- | --- | --- | --- | --- | --- | --- | --- | --- | --- | --- | --- | --- | --- | ----- | ---- |
| 2021     | ART Grand Prix | CAT | CAT | CAT | LEC | LEC | LEC | RBR | RBR | RBR | HUN | HUN | HUN | SPA | SPA | SPA | ZAN | ZAN | ZAN | SOC | SOC | SOC | 11    | 21º  |
| 2021     | ART Grand Prix | 15  | 10  | 14  | 6   | 16  | 9   | 10  | 24  | 16  | 14  | 14  | 14  | 22  | 18  | 21  | 28  | 17  | 27  | 9   | C   | 11  | 11    | 21º  |
| 2022     | ART Grand Prix | BHR | BHR | IMO | IMO | CAT | CAT | SIL | SIL | RBR | RBR | HUN | HUN | SPA | SPA | ZAN | ZAN | MNZ | MNZ |     |     |     | 39    | 13°  |
| 2022     | ART Grand Prix | 9   | 4   |     |     | 5   | 10  | 21  | Rit | Rit | 10  | 12  | 6   | 18  | 15  | 2   | 24  | 13  | 24  |     |     |     | 39    | 13°  |

### Risultati nell'ELMS
| Anno    | Squadra          | Classe | Vettura  | PAU | IMO | MON | BAR | SPA | POR | Punti | Pos. |
| ------- | ---------------- | ------ | -------- | --- | --- | --- | --- | --- | --- | ----- | ---- |
| 2022    | Prema Orlen Team | LMP2   | Oreca 07 |     |     |     |     | 3   | 1   | 40    | 7°   |
| Legenda |                  |        |          |     |     |     |     |     |     |       |      |

### Risultati nel WEC
| Anno    | Squadra      | Classe | Vettura  | SEB | ALG | SPA | LMS | MON | FUJ | BHR | Punti | Pos. |
| ------- | ------------ | ------ | -------- | --- | --- | --- | --- | --- | --- | --- | ----- | ---- |
| 2023    | Prema Racing | LMP2   | Oreca 07 |     | 6   |     | 10  |     | 8   | 4   | 34    | 15°  |
| Legenda |              |        |          |     |     |     |     |     |     |     |       |      |

### Risultati 24 Ore di Le Mans
| Anno | Team       | Co-Pilota                | Auto            | Classe | Giri | Pos. | Class Pos. |
| ---- | ---------- | ------------------------ | --------------- | ------ | ---- | ---- | ---------- |
| 2023 | Prema Team | Bent Viscaal Filip Ugran | Oreca 07-Gibson | LMP2   | 310  | 34º  | 16º        |

### Complete IMSA SportsCar Championship results
| Anno | Squadra           | Classe | Vettura           | DAY | SEB | WGL | MOS | ELK | IMS | PET | Punti | Pos. |
| ---- | ----------------- | ------ | ----------------- | --- | --- | --- | --- | --- | --- | --- | ----- | ---- |
| 2025 | United Autosports | LMP2   | Oreca 07 - Gibson |     |     |     |     |     |     |     |       |      |

* Stagione in corso.